# Grand Prix automobile du Canada 1986
Résultats du Grand Prix du Canada de Formule 1 1986 qui a eu lieu au circuit Gilles-Villeneuve le 15 juin 1986.

## Classement
| Pos. | No | Pilote             | Écurie                 | Tours | Temps/Abandon                      | Grille | Points |
| ---- | -- | ------------------ | ---------------------- | ----- | ---------------------------------- | ------ | ------ |
| 1    | 5  | Nigel Mansell      | Williams-Honda         | 69    | 1 h 42 min 26 s 415 (178,225 km/h) | 1      | 9      |
| 2    | 1  | Alain Prost        | McLaren-TAG            | 69    | + 20 s 659                         | 4      | 6      |
| 3    | 6  | Nelson Piquet      | Williams-Honda         | 69    | + 36 s 262                         | 3      | 4      |
| 4    | 2  | Keke Rosberg       | McLaren-TAG            | 69    | + 1 min 35 s 673                   | 6      | 3      |
| 5    | 12 | Ayrton Senna       | Lotus-Renault          | 68    | + 1 tour                           | 2      | 2      |
| 6    | 25 | René Arnoux        | Ligier-Renault         | 68    | + 1 tour                           | 5      | 1      |
| 7    | 26 | Jacques Laffite    | Ligier-Renault         | 68    | + 1 tour                           | 8      |        |
| 8    | 27 | Michele Alboreto   | Ferrari                | 68    | + 1 tour                           | 11     |        |
| 9    | 3  | Martin Brundle     | Tyrrell-Renault        | 67    | + 2 tours                          | 19     |        |
| 10   | 15 | Alan Jones         | Lola-Ford              | 66    | + 3 tours                          | 13     |        |
| 11   | 4  | Philippe Streiff   | Tyrrell-Renault        | 65    | + 4 tours                          | 17     |        |
| 12   | 29 | Huub Rothengatter  | Zakspeed               | 63    | + 6 tours                          | 24     |        |
| Abd. | 7  | Riccardo Patrese   | Brabham-BMW            | 44    | Turbo                              | 9      |        |
| Abd. | 21 | Piercarlo Ghinzani | Osella-Alfa Romeo      | 43    | Boîte de vitesses                  | 23     |        |
| Abd. | 23 | Andrea De Cesaris  | Minardi-Motori Moderni | 40    | Transmission                       | 21     |        |
| Abd. | 18 | Thierry Boutsen    | Arrows-BMW             | 38    | Panne électrique                   | 12     |        |
| Abd. | 20 | Gerhard Berger     | Benetton-BMW           | 34    | Turbo                              | 7      |        |
| Abd. | 28 | Stefan Johansson   | Ferrari                | 29    | Accident                           | 18     |        |
| Abd. | 11 | Johnny Dumfries    | Lotus-Renault          | 28    | Accident                           | 16     |        |
| Abd. | 14 | Jonathan Palmer    | Zakspeed               | 24    | Moteur                             | 22     |        |
| Abd. | 8  | Derek Warwick      | Brabham-BMW            | 20    | Moteur                             | 10     |        |
| Abd. | 24 | Alessandro Nannini | Minardi-Motori Moderni | 17    | Turbo                              | 20     |        |
| Abd. | 19 | Teo Fabi           | Benetton-BMW           | 13    | Batterie                           | 15     |        |
| Abd. | 22 | Christian Danner   | Osella-Alfa Romeo      | 6     | Turbo                              | 25     |        |
| Np.  | 16 | Patrick Tambay     | Lola-Ford              |       | Accident au warm up                | 14     |        |

## Pole position et record du tour
- Pole position : Nigel Mansell en 1 min 24 s 118 (vitesse moyenne : 188,735 km/h).
- Meilleur tour en course : Nelson Piquet en 1 min 25 s 443 au 63e tour (vitesse moyenne : 185,808 km/h).

## Tours en tête
- Nigel Mansell : 63 (1-16 / 22-30 / 32-69)
- Keke Rosberg : 5 (17-21)
- Alain Prost : 1 (31)

## À noter
- 4e victoire pour Nigel Mansell.
- 25e victoire pour Williams en tant que constructeur.
- 10e victoire pour Honda en tant que motoriste.